# Riel (circonscription électorale)
Pour les articles homonymes, voir Riel (homonymie).
Circonscription électorale provinciale du Canada
Riel est une circonscription électorale provinciale du Manitoba (Canada). Le nom de la circonscription rappelle le métis et chef de la rébellion de la rivière Rouge, Louis Riel (1844-1885).
Les circonscriptions limitrophes sont Saint-Vital à l'est et au nord, Rivière-Seine au sud ainsi que Fort Richmond et Fort Garry-Riverview dans l'ouest.

## Liste des députés
| Riel | Riel              | Riel                      | Riel           | Riel        | Riel |
| Nom  | Nom               | Parti                     | Mandat         | Législature |      |
| ---- | ----------------- | ------------------------- | -------------- | ----------- | ---- |
|      | Donald Craik      | Progressiste-conservateur | 1969 - 1973    | 29e         |      |
|      | Donald Craik      | Progressiste-conservateur | 1973 - 1977    | 30e         |      |
|      | Donald Craik      | Progressiste-conservateur | 1977 - 1981    | 31e         |      |
|      | Doreen Dodick     | Néo-démocrate             | 1981 - 1986    | 32e         |      |
|      | Gerry Ducharme    | Progressiste-conservateur | 1986 - 1988    | 33e         |      |
|      | Gerry Ducharme    | Progressiste-conservateur | 1988 - 1990    | 34e         |      |
|      | Gerry Ducharme    | Progressiste-conservateur | 1990 - 1995    | 35e         |      |
|      | David Newman (en) | Progressiste-conservateur | 1995 - 1999    | 36e         |      |
|      | Linda Asper       | Néo-démocrate             | 1999 - 2003    | 37e         |      |
|      | Christine Melnick | Néo-démocrate             | 2003 - 2007    | 38e         |      |
|      | Christine Melnick | Néo-démocrate             | 2007 - 2011    | 39e         |      |
|      | Christine Melnick | Néo-démocrate             | 2011 - 2016    | 40e         |      |
|      | Rochelle Squires  | Progressiste-conservateur | 2016 - 2019    | 41e         |      |
|      | Rochelle Squires  | Progressiste-conservateur | 2019 - 2023    | 42e         |      |
|      | Mike Moyes (en)   | Néo-démocrate             | 2023 - présent | 43e         |      |